# 波茨坦-米特尔马克县
波茨坦-米特尔马克县（德語：Potsdam-Mittelmark）是德国勃兰登堡州西部的一个县，县治为巴特贝尔齐希。

## 地理
波茨坦-米特尔马克县北面与哈弗尔兰县，东面与波茨坦市、柏林市和特尔托-弗莱明县，南面与萨克森-安哈尔特州的维滕贝格县和安哈特-比特费尔德县，西面与萨克森-安哈特州的耶里肖地区县相邻，哈弗尔河畔勃兰登堡市被波茨坦-米特尔马克县完全包围，位于该县的西北部。
波茨坦-米特尔马克县的最高点海拔200米，位于市镇巴特贝尔齐希以西的哈格尔山，最低点海拔28米，位于哈弗尔塞普里茨埃伯区附近的哈弗尔河。全县约42％的面积是森林，50%为农业用地，其中约2700公顷种植水果，2000公顷种植芦笋。其余7%的面积为建筑用地。
波茨坦-米特尔马克县内的主要河流为哈弗尔河及其支流尼普利茨河、努特河、埃姆斯特运河、普拉讷河与布考河，主要湖泊有大采恩湖、大塞丁湖、施维洛湖与滕普林湖。有三个自然公园全部或部分位于县内，分别为上弗莱明自然公园、努特-尼普利茨自然公园与西哈弗尔兰自然公园。除此之外县内还有多个自然保护区。
该县有五块飞地位于萨克森-安哈尔特州的市镇默肯，这些飞地归属于布考塔尔和齐埃萨尔。而默肯也有一块飞地位于该县境内。

### 行政区划
在2003年勃兰登堡州行政区划改革之后，波茨坦-米特尔马克县一共下辖38个市镇，其中有9个城市。

## 纹章
波茨坦-米特尔马克县的纹章在1996年10月25日被批准采用。纹章为盾形，分为四份，左上角为白色背景下的金嘴金爪红鹰；右上角为黑色背景下向右上倾斜的橡树枝和三片叶子；左下角为十道交替排列的黑色和金色横条；右下角为白色背景下两把交叉的红色钥匙。